# 四苯基铅
四苯基铅是一种有机铅化合物，化学式 (C
6H
5)
4Pb。它是一种白色固体，溶于有机溶剂，几乎不溶于水。

## 制备
四苯基铅可以由格氏试剂苯基溴化镁和二氯化铅在乙醚中反应而成。这是1904年 P. Pfeiffer 和P. Truskier首次发现四苯基铅时用的方法。
{\displaystyle \mathrm {(C_{6}H_{5})MgBr+\ 2\ PbCl_{2}\ {\xrightarrow[{Et_{2}O}]{}}\ Pb(C_{6}H_{5})_{4}+\ Pb+\ 4\ MgBrCl} }

## 反应
四苯基铅和氯化氢的醇溶液反应，其中的苯基可以被氯原子取代，并产生苯：
{\displaystyle \mathrm {Pb(C_{6}H_{5})_{4}+\ HCl\ {\xrightarrow[{Ethanol}]{}}\ Pb(C_{6}H_{5})_{3}Cl+\ C_{6}H_{6}} }
{\displaystyle \mathrm {Pb(C_{6}H_{5})_{3}Cl+\ HCl\ {\xrightarrow[{Ethanol}]{}}\ Pb(C_{6}H_{5})_{2}Cl_{2}+\ C_{6}H_{6}} }
类似四丁基铅，四苯基铅和硫在超过150 °C下反应会爆炸，产生二苯硫醚和硫化铅：
{\displaystyle \mathrm {Pb(C_{6}H_{5})_{4}+\ 3\ S\ {\xrightarrow[{}]{}}\ PbS+\ 2\ S(C_{6}H_{5})_{2}} }
它和碘在氯仿中反应，可以得到三苯基碘化铅。